# Simarubàcies
Les simarubàcies (Simaroubaceae) són una família de plantes angiospermes de l'ordre de les sapindals (Sapindales), dins del clade de les màlvides, un subclade de les ròsides. Conté més de cent espècies, agrupades en 22 gèneres. La seva distribució és sobretot tropical, però també inclou espècies natives de les zones temperades.
L'espècie més coneguda és l'ailant (Ailanthus altissima), una espècie invasora que ha esdevingut de distribució cosmopolita.

## Descripció
Són arbres o arbusts. Les fulles acostumen a ser compostes, rarament simples, i a disposar-se de manera alternada, tot i que de vegades poden ser oposades. Les flors s'agrupen en inflorescències axil·lars, que acostumen a ser racemoses, en panícula o cimoses. Les flors són actinomorfes i poden ser unisexuals o hermafrodites, al calze hi ha entre 4 i 8 sèpals i a la corol·la entre 4 i 8 pètals. A l'androceu hi pot haver un nombre d'estams igual al de pètals, el doble del nombre de pètals o molts més. Al gineceu hi ha entre 2 i cinc carpels, l'ovari i la placentació axil·lar. El fruit és una drupa o una sàmara.

## Taxonomia
Aquesta família va ser publicada per primer cop l'any 1811, amb el nom de Simarubeae, a la revista Nouveau Bulletin des Sciences pel botànic francès Augustin Pyramus de Candolle (1778-1841).

### Gèneres
Dins d'aquesta família es reconeixen els 20 gèneres següents:
- Ailanthus Desf.
- Brucea J.F.Mill.
- Castela Turpin
- Eurycoma Jack
- Gymnostemon Aubrév. & Pellegr.
- Hannoa Planch.
- Homalolepis Turcz.
- Iridosma Aubrév. & Pellegr.
- Leitneria Chapm.
- Nothospondias Engl.
- Odyendea Engl.
- Perriera Courchet
- Picrasma Blume
- Picrolemma Hook.f.
- Pierreodendron Engl.
- Quassia L.
- Samadera Gaertn.
- Simaba Aubl.
- Simarouba Aubl.
- Soulamea Lam.